# Allie Gonino
Alyssa Jean Gonino, detta Allie (Rockwall, 30 marzo 1990), è un'attrice e cantante statunitense, nota principalmente per il ruolo principale di Laurel Mercer nella serie televisiva The Lying Game e per quello ricorrente di Michelle in 10 cose che odio di te, entrambe create da ABC Family.
È stata anche membro della girl band The Stunners (2007–2011).

## Biografia
All'età di sette anni, Allie Gonino iniziò a suonare il violino classico e a prendere lezioni di danza classica. Durante gran parte dell'infanzia si esibì in diverse opere nell'area di Dallas e Fort Worth cantando, facendo lo yodel, suonando il fiddle e il mandolino. Durante gli anni dell'high school si interessò ai musical teatrali, per cui appena dopo l'inizio del secondo anno lasciò la scuola per trasferirsi a Los Angeles, dove avrebbe perseguito la carriera musicale e teatrale. A sedici anni ottenne comunque il diploma sostitutivo di scuola superiore.

## Carriera

### Musica
Nel 2007 Allie Gonino si unì alla girl band The Stunners, formata inizialmente dalla cantante Vitamin C. Nell'estate del 2010, dopo la pubblicazione del loro primo singolo Dancin' Around the Truth insieme ai New Boyz, le Stunners partirono per un tour di 20 date come gruppo di apertura di Justin Bieber per il "My World Tour". Alla fine della tournée il gruppo si sciolse. Allie Gonino fa attualmente parte della band The Good Mad, i cui componenti hanno fatto delle apparizioni nella serie televisiva The Lying Game, in cui l'attrice interpreta uno dei personaggi principali. Nel 2012, Allie ha partecipato al video musicale della canzone Be Your Everything dei Boys Like Girls.

### Recitazione
Come attrice, Allie ha fatto delle apparizioni come ospite in diverse serie televisive, quali Unfabulous, Cory alla Casa Bianca, Zack e Cody sul ponte di comando e Lie to Me. Ha ottenuto il ruolo ricorrente di Michelle nello show di ABC Family 10 cose che odio di te, mentre ha interpretato uno dei personaggi principali, Laurel Mercer, nella serie The Lying Game, conclusasi il 12 marzo 2013.
Nel 2013 ha fatto parte del cast del lungometraggio Geography Club, insieme alla collega di 10 cose che odio di te Meaghan Jette Martin.

## Filmografia

### Cinema
- Love, regia di Kirstie Palmer - cortometraggio (2008)
- Cougar Hunting, regia di Robin Blazak (2011)
- Geography Club, regia di Gary Entin (2013)
- See You in Valhalla, regia di Jarret Tarnol (2015)
- Fun Size Horror: Volume One, regia collettiva (2015) - (segmento "The Collection")
- La confessione di un marito (A Husband's Confession), regia di Michelle Mower (2015)
- The Girl in the Pink Motel, regia di Michael Notarile - cortometraggio (2016)
- Hollow Body, regia di Alex Keledjian (2018)
- Ring Ring, regia di Adam Marino (2019)

### Televisione
- Cory alla Casa Bianca (Cory in the House) – serie TV, episodi 1x17 (2007)
- Unfabulous – serie TV, episodi 3x4 (2007)
- Zack e Cody sul ponte di comando (The Suite Life on Deck) – serie TV, episodi 1x18 (2009)
- Lie to Me – serie TV, episodi 2x2 (2009)
- Rita Rocks – serie TV, 5 episodi (2009)
- 10 cose che odio di te (10 Things I Hate About You) – serie TV, 8 episodi (2009-2010)
- ACME Saturday Night – serie TV, episodi 3x19 (2011)
- The Lying Game – serie TV, 30 episodi (2011-2013)
- Non puoi nasconderti per sempre (Hidden Away), regia di Peter Sullivan - film TV (2013)
- Una famiglia al college (Mom and Dad Undergrads), regia di Ron Oliver - film TV (2014)
- Hawaii Five-0 – serie TV, episodi 5x3 (2014)
- The Red Road – serie TV, 12 episodi (2014-2015)
- Are You There God? It's Me Margot – serie TV, 6 episodi (2017)
- Scorpion – serie TV, episodi 4x10 (2017)
- Power Rangers HyperForce – serie TV, episodi 1x11 (2018)
- NCIS: New Orleans – serie TV, episodi 5x21 (2019)